# 可除特異点

図の放物線は x = 2 に可除特異点を持つ

複素解析学における可除特異点（かじょとくいてん、英: removable singularity）、除去可能な特異点、あるいは見かけの特異点（cosmetic singularity）とは、その点において定義されない正則函数に対してその点での値を適当に定めれば、延長された函数がその点の近傍において正則となるようにすることができるような点をいう。
例えばsinc函数
{\displaystyle f(z)={\frac {\sin z}{z}}}
は z = 0 に特異点を持つが、z を 0 に近づける極限で 1 に近づくから、f(0) := 1 と定めればこの特異性は除くことができて、得られた函数は z = 0 でも正則になる。この場合、問題は f が不定形になることによって生じているのである。この函数を冪級数展開すると
{\displaystyle f(z)={\frac {1}{z}}\left(\sum _{k=0}^{\infty }{\frac {(-1)^{k}z^{2k+1}}{(2k+1)!}}\right)=\sum _{k=0}^{\infty }{\frac {(-1)^{k}z^{2k}}{(2k+1)!}}=1-{\frac {z^{2}}{3!}}+{\frac {z^{4}}{5!}}-{\frac {z^{6}}{7!}}+\cdots }
となって、見かけ上も特異点は生じなくなる。

## 定義
ガウス平面 C 上の開集合 U と U の一点 a に対して、f: U ∖ {a} → C が正則函数であるとき、点 a が f の可除特異点であるとは、正則函数 g: U → C が存在して、その値が U ∖ {a} 上で f と一致するようにすることができることを言う。またそのような g が存在するとき、f は U 上へ正則に延長できると言う。

## リーマンの可除特異点定理
ベルンハルト・リーマンによる可除特異点定理は、特異点が除去可能である条件を述べたものである。
定理 (Riemann)ガウス平面上の開集合 D と D の一点 a および D ∖ {a} 上で定義される正則函数について、以下の条件は互いに同値である：
1. f は a に正則に延長できる。
2. f は a に連続的に延長できる。
3. a の適当な近傍において f は有界。
4. {\displaystyle \lim _{z\to a}(z-a)f(z)=0}.

主張の強さが 1 ⇒ 2  ⇒ 3  ⇒ 4 となることは明らか。4 ⇒ 1 を示すのに、まずは点 a における正則性が a における解析性（冪級数表現を持つこと）と同値であったことを想起しよう。函数
{\displaystyle h(z)={\begin{cases}(z-a)^{2}f(z)&z\neq a,\\0&z=a.\end{cases}}}
を考えれば明らかに h は D ∖ {a} で正則で、条件 4 から
{\displaystyle h'(a)=\lim _{z\to a}{\frac {(z-a)^{2}f(z)-0}{z-a}}=\lim _{z\to a}(z-a)f(z)=0}
が存在するから h は D で正則、従って a の周りでのテイラー展開
{\displaystyle h(z)=a_{0}+a_{1}(z-a)+a_{2}(z-a)^{2}+a_{3}(z-a)^{3}+\cdots }
ができる。ここで a0 = h(a) = 0 および a1 = h′(a) = 0 であるから
{\displaystyle g(z)=a_{2}+a_{3}(z-a)+a_{4}(z-a)^{2}+\cdots }
が f の a への正則な延長となり主張が完成する。

## その他の特異性
実変数函数の場合と異なり、正則函数というのは十分に厳格なもので、その孤立特異点は完全な分類が知られている。
正則函数の特異点は本質的には特異点でない可除特異点を除けば、以下の二種類の何れかである。
1. 可除特異点定理を踏まえて、除去可能でない特異点が与えられたとき、limz→a(z − a)m+1f(z) = 0 となるような正整数 m が存在するか否かを問題にすることができる。そのような m が存在するとき、点 a は f の極であるといい、そのような m のうちで最小のものを、極 a の位数 (order) と呼ぶ。この用語を流用すれば、可除特異点はちょうど 0-位の極にあたる。正則函数はその極の近くで一様に増加 (brow up) する。
2. f の孤立特異点 a が除去可能でも極でもないとき、真性特異点であるという。このとき f は任意の穴あき近傍 U ∖ {a} を高々一点の例外を除いてガウス平面の全域へ写すことが示せる（ピカールの大定理）。